# Callitris canescens
Callitris canescens là một loài thực vật hạt trần trong họ Cupressaceae. Loài này được Parl. S.T.Blake mô tả khoa học đầu tiên năm 1959.